# Луцій Коссоній Галл
Луцій Коссоній Галл (лат. Lucius Cossonius Gallus; ? — після 120) — військовий та державний діяч часів Римської імперії, консул-суффект 116 року. Повне ім'я — Луцій Коссоній Галл Вецилій Криспін Мансуаній Марцеллін Нумізій Сабін.

## Життєпис
Походив з роду Коссоніїв. Про його батьків відсутні відомості. Розпочав службу військовим трибуном у XXI Стрімкому легіоні, що розташовувався у провінції Нижня Паннонія. тут брав участь у боротьбі з германськими племенами маркоманів та квадів. У 92 році легіон зазнав нищівної поразки, проте Коссоній зміг врятуватися.
У 93 році його призначено начальником в'язниці (triumvir capitalis), можливо, Мамертинськой, найважливішої державної. На цій посаді перебував до 100 року. Того ж року призначено легатом при проконсулі провінції Азія. Перебував під командуванням Квінта Вібія Секунда та Гая Аквілія Прокула. У 104 році повернувся до Риму, де обіймав посади народного трибуна, претора.
У 115 році його призначено проконсулом провінції Сардинія і Корсика, якою керував до середини 116 року. По поверненню стає консулом-суффектом разом з Децимом Теренцієм Генціаном. У 117—118 роках як імператорський легат-пропретор керував провінцією Галатія, Пісідя та Пафлагонія. У 118 році на посаді імператорського легата-пропретора керував провінцією Юдея. Каденція тривала до 120 року. За різними версіями, помер на цій посаді або вже 121 року повернувся до Риму.

## Родина
Дружина — Клодія Патруіна, донька Луція Доміція Сенеки.
Діти:
- Коссонія Сабіна, дружина Луція Егія Марулла